# Sídliště Labská kotlina II
Sídliště Labská kotlina II je název urbanistického celku (sídliště) v Hradci Králové, jihovýchodně od historického jádra města. Většina sídliště se nachází na katastrálním území Pražské Předměstí. Jedná se o ukázku tzv. krásného sídliště z 60. let 20. století, jehož hlavním projektantem byl Břetislav Petránek. Od sousedního sídliště Labská kotlina I jej odděluje Gočárův okruh.

## Vznik
Myšlenka zastavět volné pozemky na pravém břehu Labe novým sídlištěm vznikla již v průběhu 50. let. Urbanistickou koncepci území zpracoval v letech 1958 až 1959 Břetislav Petránek společně s Václavem Rohlíčkem. Tehdejší plán počítal s výstavbou 1360 bytů.
Původní harmonogram s dokončením stavby do roku 1966/67 se nepodařilo naplnit, protože realizace byla závislá na zpožďujících se inženýrských sítích. Podrobný projekt byl nakonec dokončen až v roce 1964 a zahrnoval 2261 bytů pro 7200 obyvatel. K vlastní výstavbě sídliště došlo až od konce 60. let 20. století. Sídliště bylo navíc vlivem problematických dodávek materiálu dokončeno až o další dekádu později. V roce 1967 se začalo s inženýrskými sítěmi a technickými zařízeními. V letech 1969–1975 byly postaveny bytové domy (plocha bytů dosahuje od 19 do 100 m²). Nejdéle se čekalo na občanskou vybavenost, jejíž výstavba probíhala v letech 1969–1979. Jako poslední bylo dokončeno zdravotní středisko, dnešní poliklinika Foerstrova, v roce 1979.

## Koncepce
Sídliště se skládá ze dvou spojených celků (okrsků), k nimž dále patří doprovodná infrastruktura (přízemní či jednopatrová), kterou autoři vklínili mezi již existující zástavbu rodinných domků. Díky tomu má celý urbanistický celek decentralizovaný charakter. Severní okrsek (I. okrsek) navazuje na starší sídliště Labská kotlina I, od nějž je odděleno Střeleckou ulicí městského okruhu. Zahrnuje osm dvanáctipodlažních domů na podnožích, z nichž dva nejjižněji umístěné jsou mezonetového charakteru. Architektonicky balancují na pomezí minimalismu a brutalismu. Dohromady nabízejí šest set bytů. V jižním okrsku (II. okrsek) byl více využit sídlištní princip, navíc ve velkolepém měřítku. Při Rašínově třídě se nacházejí tři sedmnáctipodlažní věžové bytové domy. K sídlišti přináležel ještě III. okrsek, který tvořilo zdravotní středisko (dnešní Poliklinika Foerstrova). Zde byl plánován také kulturní dům, jehož výstavba nakonec nebyla realizována.
Projekt získal mnohá ocenění v Československu i v zahraničí. V řadě ohledů totiž využíval netradiční řešení, což umožňovalo období vzniku v 60. letech 20. století. Hlavní projektant Petránek obdržel státní cenu na celostátní soutěži architektonických prací za léta 1972–1973.
Koncepce sídliště zůstala i v 21. století zachována, některé prvky však zanikly, např. brouzdaliště. V ulici V Lipkách poblíž prodejny se nacházela bronzová sochy dívky z první poloviny 70. let. Jejím autorem byl Ladislav Zemánek. Stejný autor vytvořil v roce 1975 sochu dívky i pro areál základní školy Bezručova.
Z dalších uměleckých děl lze zmínit mozaiku na budově polikliniky ve Foerstrově ulici (2. polovina 70. let 20. století) od Jaroslava Kábrta.
V Jungmannově ulici byly postaveny podzemní garáže.
| Základní sídelní jednotka    | Počet obyvatel (k 2011) | Počet obyvatel (k 2021) |
| ---------------------------- | ----------------------- | ----------------------- |
| ZSJ Labská kotlina II        | 4 574                   | 4 238                   |
| ZSJ Labská kotlina II-východ | 74                      | 65                      |
| Celkem                       | 4 648                   | 4 303                   |

## Školy
- Základní škola Bezručova
- Mateřská škola Kampanova
- Mateřská škola Kamarád, Hrubínova
- Mateřská škola Kamarád, Veverkova
- Základní škola a Mateřská škola Prointepo, Hrubínova

## Turistické zajímavosti
V rámci prostoru sídliště se nachází Obří akvárium a v prostorách Základní školy Bezručova také Přírodovědné centrum Hradec Králové.